# Сеславци
Сеславци е квартал на българската столица София в район „Кремиковци“. До 1978 година, когато е присъединено към града, Сеславци е самостоятелен квартал. През квартала преминава редовна автобусна линия на Софийския Център за градска мобилност номер 117. На два километра северно от квартала се намира Сеславският манастир „Св. Никола“ („Св. Николай Мирликийски“).

## Културни забележителности
Църква „Св. Георги“, в горния края на селото, в началото на пътя към манастира „Св. Николай“. Строена е XV – XVI век, почти разрушена, частично вкопана в земята, със запазени източна и западна стена на наоса. Имала е голям притвор, достроен на по-късен етап, както и стена, отделяща наоса от олтарното пространство, съборена през 20 в. Църквата все още се използва за служби.
Новата църква „Св. Георги“ е в непосредствена близост до старата, построена е в края на XX век.